# Lisinopril
Lisinopril é um medicamento do tipo inibidor da enzima de conversão da angiotensina (IECA). Sua principal indicação é para tratamento de hipertensão arterial.

## Contra-indicações
Evitar no caso de alergia ao lisinopril, enalapril, captopril ou outros IECAS. Devem ser tomadas precauções no caso de doença renal, lúpus, diabetes ou angioedema. O Lisinopril deve ser evitado no caso de gravidez ou aleitamento.

## Reacções adversas
- Tosse
- Tonturas
- Dores de cabeça
- Náuseas
- Diarreia
- Fraqueza[1]